# Бруни, Николай Александрович (лётчик)
Никола́й Алекса́ндрович Бру́ни (16 [28] апреля 1891, Санкт-Петербург — 4 апреля 1938, Коми АССР — музыкант, поэт, прозаик, лётчик, Георгиевский кавалер, священник и авиаконструктор, скульптор и художник.

## Биография
Родился в семье архитектора Александра Александровича Бруни, член династии Бруни. Дед скрипача Алексея Михайловича Бруни.
В 1909 году окончил Тенишевское училище (8 классов). Широко распространены сведения о том, что Бруни сидел за одной партой с Осипом Мандельштамом, согласно исследованию филолога Ирины Сурат они не соответствую действительности. Однако Бруни и Мандельштам были близки. В частности, Бруни указан в качестве свидетеля в справке о крещении Мандельштама в методистской церкви в Выборге. 
Уровень полученной профессиональной подготовки в училище был столь высок, что он был принят сразу по окончании училища на третий курс Петербургской консерватории. В 1913 году окончил Петербургскую консерваторию по классу фортепиано. Выступал как пианист.
Николай Александрович занимался живописью, знал несколько иностранных языков, писал стихи, играл в первой петербургской команде футболистов. В 1911—1914 годах Николай Бруни входил в Цех поэтов Серебряного века. Его стихи печатались в литературных журналах Петербурга.

### Лётчик
В 1914 году Н. А. Бруни добровольцем ушёл на фронт и стал санитаром. Вскоре он опубликовал свои фронтовые заметки «Записки санитара-добровольца». На фронте же родились его рассказы «Лесник», «Кузьма-тележка», «Дорогой цветов» и другие. За мужество и отвагу Бруни был переведён в авиацию на строевую службу.
Летом 1915 года направлен на теоретические авиационные курсы при Петроградском политехническом институте. С 12 июля 1916 года продолжал учёбу в Севастопольской военной авиационной школе, после окончания которой в феврале 1917 сдал экзамен на звание «военный лётчик» и был направлен на фронт в 3-й армейский авиационный отряд, 29 марта 1917 года произведён в старшие унтер-офицеры. За время боевых действий был награждён тремя Георгиевскими крестами и произведён в прапорщики.
В 1917 году после февральского переворота был выбран делегатом от 7-го авиационного дивизиона на Всероссийский съезд авиации.
29 сентября 1917 года во время 138 боевого вылета его самолёт был сбит в воздушном бою под Одессой, стрелок, находившийся вместе с Н. Бруни на самолёте, погиб. Во время аварийной посадки в горящем самолёте раненый Бруни дал обет: если останется в живых, то примет сан священника. Находившийся на его груди серебряный крест был раздавлен рукояткой управления, позднее в госпитале, в процессе его осмотра врачами выяснилось, что «ожоги не очень значительные, просто ужасающее впечатление создавала жуткая грязь и сажа, покрывшая тело и обгоревшую одежду, два перелома левой руки, очень сильный вывих локтевого сустава правой руки, открытый перелом правой ноги в районе стопы и, видимо, очень сильное сотрясение мозга». По другим сведениям, в госпитале ему явился святитель Николай и сказал: «Выживешь— посвяти себя Богу».
28 ноября 1917 года Николай Александрович выписался из госпиталя и поселился в небольшой комнатке маленького домика вблизи пляжа Аркадия, которую хозяева сдавали приезжим отдыхающим на море. От последствий катастрофы он полностью восстановился, только одна нога его стала короче другой и он пользовался специальной обувью.
Вернуться в авиадивизион было невозможно — он перестал существовать.
В апреле 1918 года Бруни бежал из оккупированной австрийцами Одессы. 10 мая 1918 года, на следующий день после прибытия в Москву, вступил в Красную Армию. Служил командиром 1-го авиаотряда ВВС РККА. 12 июня 1918 года он совершил свой первый полёт над Москвой. Первый авиаотряд вёл подготовку военных летчиков для военно-воздушного флота Советской Республики. Николай Александрович отдавал много сил лётной и командирской работе, возможно он стал прототипом лётчика, вдохновившего на подвиг А. Маресьева («Повесть о настоящем человеке» Б. Полевого), но «…невозможность лечения ещё не заживших ран, которые причиняли мучительные страдания, потрясающее впечатление империалистической войны и ужасной пережитой аварии окончательно подорвали нервные силы, чему особенно способствовали переживания, связанные с работой в передовом отряде Красного Креста, где приходилось оказывать помощь сотням окровавленных, изувеченных и умирающих людей. Всё это не дало возможность вынести строевую лётную работу до конца гражданской войны».
22 декабря 1918 года Николай Александрович и Анна Александровна Полиевктова венчались. Была свадьба, довольно широкая по тому тяжёлому времени. Было много друзей Николая Александровича. Константин Дмитриевич Бальмонт, в доме которого проходила свадьба, читал написанные к свадьбе стихи.
В начале 1919 года Николай Александрович не прошёл лётную комиссию и был списан из Красной Армии.

### Священник
4 июля 1919 года Н. А. Бруни в Харькове был рукоположен в сан диакона рукою харьковского Владыки Сергия — родного брата Екатерины Алексеевны Бальмонт — жены поэта К. Д. Бальмонта, а спустя несколько дней — во священники. Вначале о. Николай служил на Украине, в селе Буды Харьковской области, затем — в московской церкви Николы-на-Песках на Арбате.
В 1921 году после смерти Блока Бруни отслужил по нему панихиду в церкви Николы-на-Песках на Арбате. По рассказам очевидцев, начал её с чтения стихотворения «Девушка пела в церковном хоре…». Бруни не смог примириться с Живой обновленческой церковью и оставил приход (по другим сведениям, ему было отказано в приходе). Работал печником, столяром, вновь священником в селе Косынь Калужской губернии и, наконец, в церкви Успения Божией Матери в Клину Московской губернии. В это время жил в доме П. И. Чайковского в Клину.
В середине 1928 года за движение бессребренности настоятель клинской церкви о. Николай был вызван в московскую патриархию. На следующий день он простился с прихожанами и сложил с себя сан. Это случилось в следующее после Троицы воскресенье 1928 года. Семья Николая Александровича некоторое время оставалась в Клину, а он уехал в Москву искать работу.

### Авиаконструктор
В 1928 году Бруни устроился переводчиком в Научно-испытательный институт Военно-воздушных сил. Потом работал в отделе переводов ЦАГИ, в Институте гражданской авиации, где переводил специальную техническую литературу с четырёх европейских языков. Полученная информация позволяла ЦАГИ существенно экономить на постановке экспериментов. После этого у Николая Александровича обнаружились способности к конструированию, и с лета 1932 года он начал работать в Московском авиационном институте (МАИ). К 1933 году Николай Александрович, проявив незаурядные конструкторские способности в авиастроении, стал профессором МАИ. Оставил след в отечественной авиации как авиаконструктор, разработав новую кинематическую схему автомата перекоса несущего винта вертолёта, которая и до сих пор используется во всём мире.
В 1934 году в качестве консультанта в Москву по приглашению МАИ приехал знаменитый французский летчик Жан Пуантисс. Бруни сопровождал его в качестве гида и переводчика.

### Репрессированный

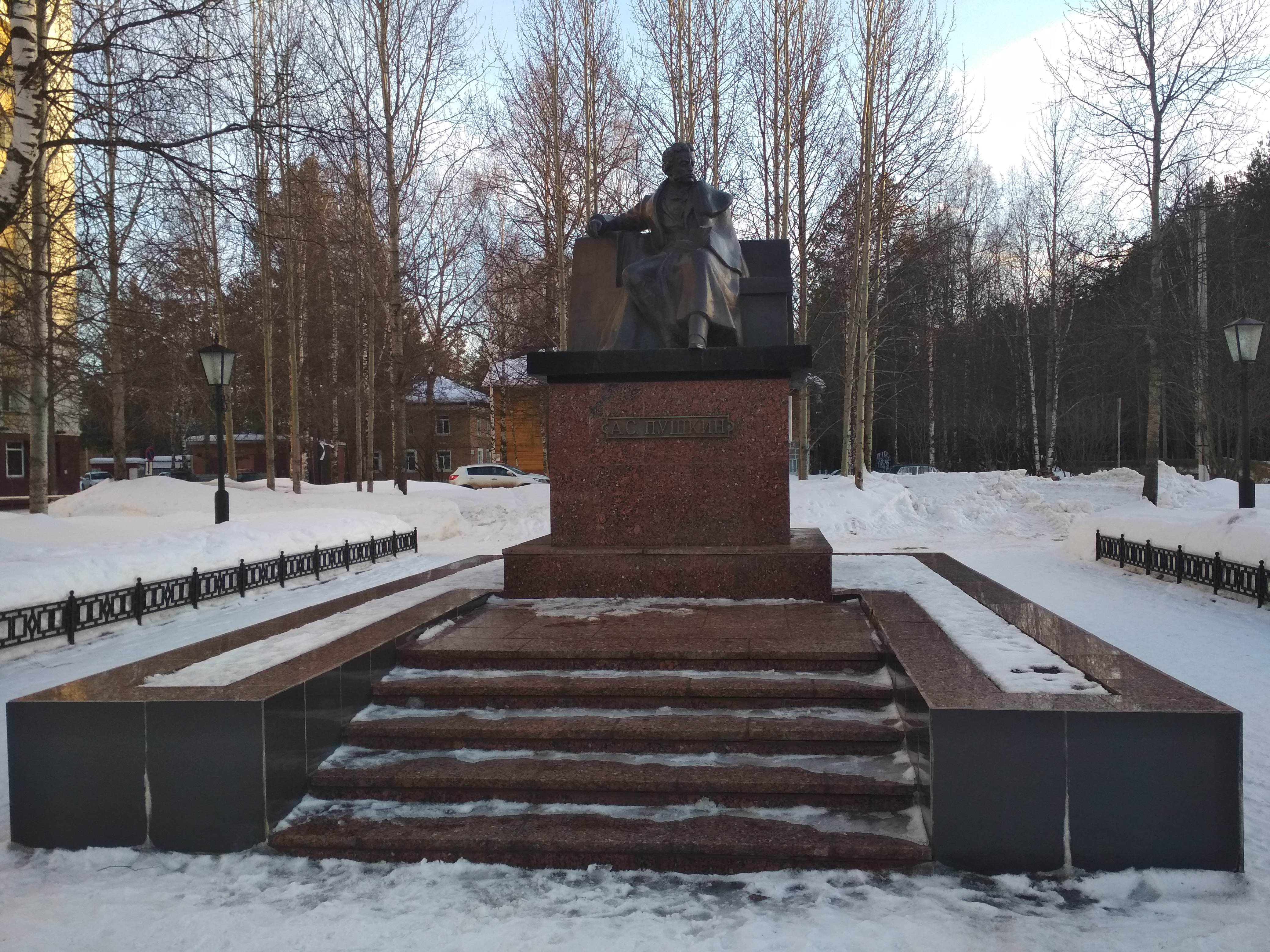
Копия памятника А. С. Пушкину работы Бруни Николая Александровича (оригинал создан в 1937 году в память 100-летия со дня смерти поэта). Город Ухта, Республика Коми.

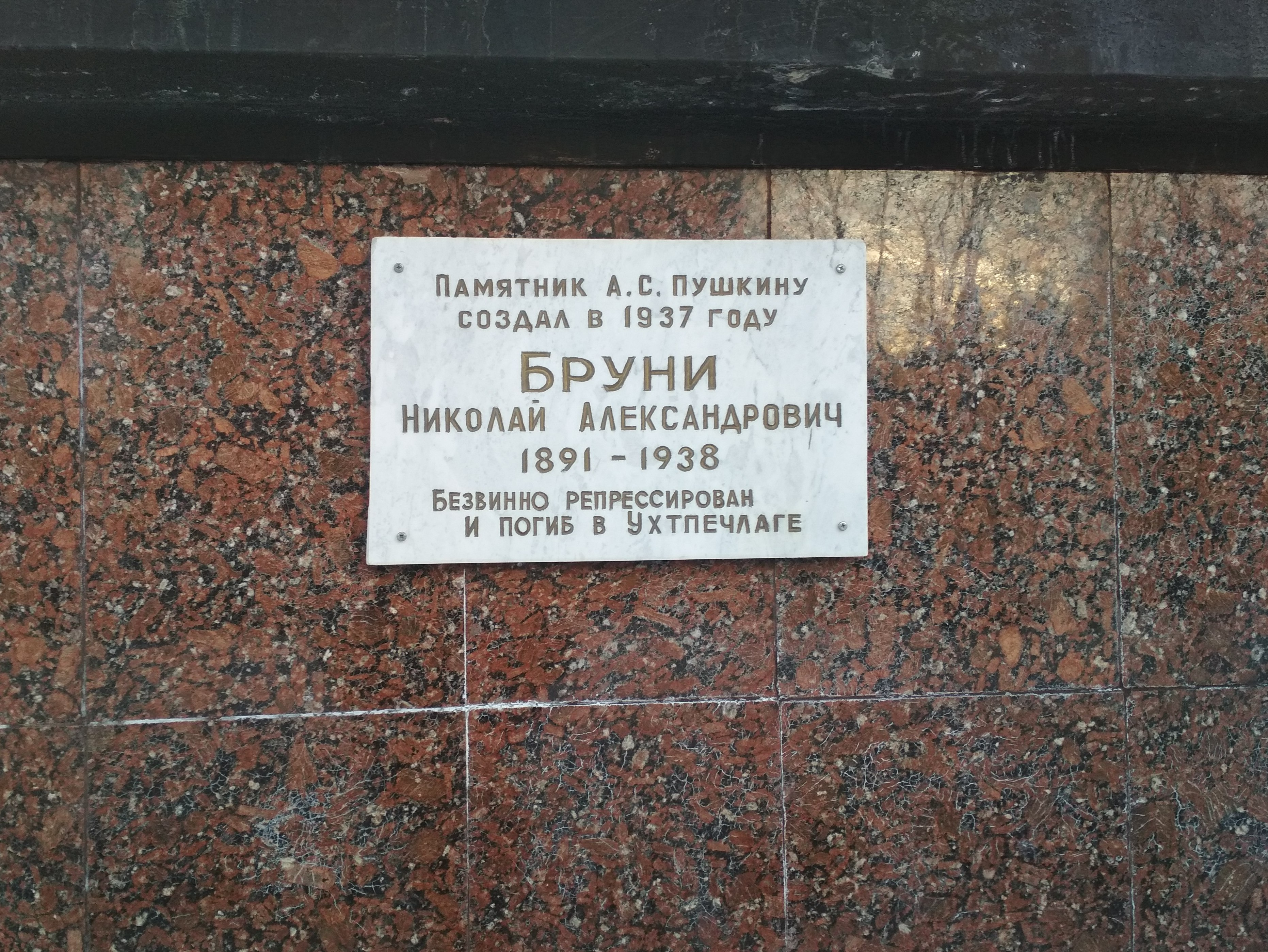
Памятная табличка на памятнике Пушкину

2 декабря 1934 года, услышав об убийстве Кирова, инженер Бруни высказал пророческую фразу: «Теперь свой страх они зальют нашей кровью». 8 декабря 1934 года он был арестован по доносу сослуживцев. Поводом к аресту послужили контакты с Ж. Пуатиссом. Бруни был обвинён в шпионаже в пользу Франции.
В мае 1935 года семья Н. А. Бруни — жена Анна Александровна, урождённая Полиевктова (1898—1957) и шестеро детей — была выслана из Москвы в Малый Ярославец. Брат Николая, художник Лев Александрович Бруни, после удачной выставки помог деньгами, и Анна Александровна купила полдома на улице Герцена.
23 марта 1935 года Бруни был осуждён на 5 лет исправительно-трудовых лагерей и отправлен в Ухтпечлаг в посёлок Чибью. Он стал лагерным художником. В лагере Николай Александрович в 1937 году в память 100-летия со дня смерти А. С. Пушкина создал из кирпича и бетона памятник поэту. В Ухтпечлаге отмечали столетие дуэли Пушкина. За памятник поэту Бруни получил недельное свидание с женой; рассказывают, что он не взял у неё копчёное сало и сухари, велел везти обратно, будучи уверенным, что дети голодают. Вместо фотографии жена привезла его карандашный автопортрет.
25 ноября 1937 года вновь арестован Тройкой УНКВД Архангельской области по обвинению в «контрреволюционной агитации». 21 декабря 1937 года приговорён по статье 58-10 УК РСФСР к расстрелу. Из материалов дела: «Внедрял религиозные традиции среди заключённых: происходящие в СССР события увязывал со Священным писанием». 29 января (по другим источникам — 4 апреля) 1938 года Н. А. Бруни был расстрелян в небольшом расстрельном лагере, который стоял на реке Ухтарке. Там ныне установлен поминальный крест, где в числе остальных погибших поминают и о. Николая Бруни. О том, как погиб о. Николай Бруни, рассказал родственникам очевидец, чудом спасшийся во время расстрелов. Перед расстрелом о. Николай призвал всех приговорённых к смерти встать с колен, а сам обратился к Богу и запел молитву.
Семья о его смерти узнала спустя двадцать лет. В полученной справке о смерти Бруни было сказано: «Сообщаем Вам, что Николай Александрович Бруни, 1891 года рождения, находясь в местах лишения свободы Управления п/я АО-226, умер от воспаления лёгких 4 апреля 1938 года. Зав. архивом УИТУ МВД Коми АССР Ю. В. Помиранцев». Судьба жены Анны Александровны сложилась тоже весьма трагично. Когда арестовали Н. А. Бруни, семью выслали за 101-й километр, и она поселилась в Малом Ярославце. Анна Александровна, также хорошо знавшая иностранные языки, пошла работать в школу преподавательницей немецкого языка (по рекомендации случайно встретившейся местной жительницы, которую она знала ещё со времён жизни в Косыни). Они были дружны с семьями тайных священников — о. Михаила Шика и о. Михаила Соловьёва (будущего архиепископа Мелитона). Но тут началась война. Малый Ярославец был оккупирован немцами, и Анну Александровну как учительницу немецкого языка немцы мобилизовали работать в комендатуре в качестве переводчицы. А когда они уходили из Малого Ярославца (пробыв в нём недолго), то забрали её с собой на работу в Германию, а она взяла с собой ещё четверых своих детей. Там в Германии они попали на работу в разные места, но им удавалось как-то поддерживать связь друг с другом, и по окончании войны они снова соединились и вместе вернулись в Малый Ярославец. Им удалось даже получить домик на краю Малого Ярославца (тот, в котором они жили прежде, был уже занят каким-то начальником), но как раз в тот день, когда они получили все необходимые документы на этот домик, кто-то «стукнул» на матушку, что она работала в комендатуре у немцев. Её арестовали, дали ей 10 лет, она все эти 10 лет отсидела в лагере и вышла на свободу только в 1955 году, тронувшаяся рассудком и больная астмой и эпилепсией. Она всё никак не могла поверить, что её муж погиб, и часто всматривалась в случайных встречных, надеясь узнать его в одном из них. Приступы эпилепсии (кроме неожиданных и внезапных), случались каждый раз, когда по радио исполняли «Лунную сонату» Бетховена. Это было любимое произведение Николая Бруни, и он часто играл его дома. Услыхав, что будет исполняться «Лунная соната», родственники спешили выключить радио, но не всегда успевали. Умерла Анна Александровна в 1957 году, через неделю после того, как пришла справка о посмертной реабилитации о. Николая.
10 августа 1956 года Николай Александрович Бруни реабилитирован посмертно.